# Frontera entre Colòmbia i Panamà
La frontera entre Colòmbia i Panamà és un frontera internacional contínua de 339 quilòmetres de longitud que separa Colòmbia de Panamà. La frontera en el seu estat actual està demarcada pel Tractat Vélez-Victoria de 1924. Aquest límit també marca la frontera terrestre entre Amèrica Central i Amèrica del Sud.

## Història

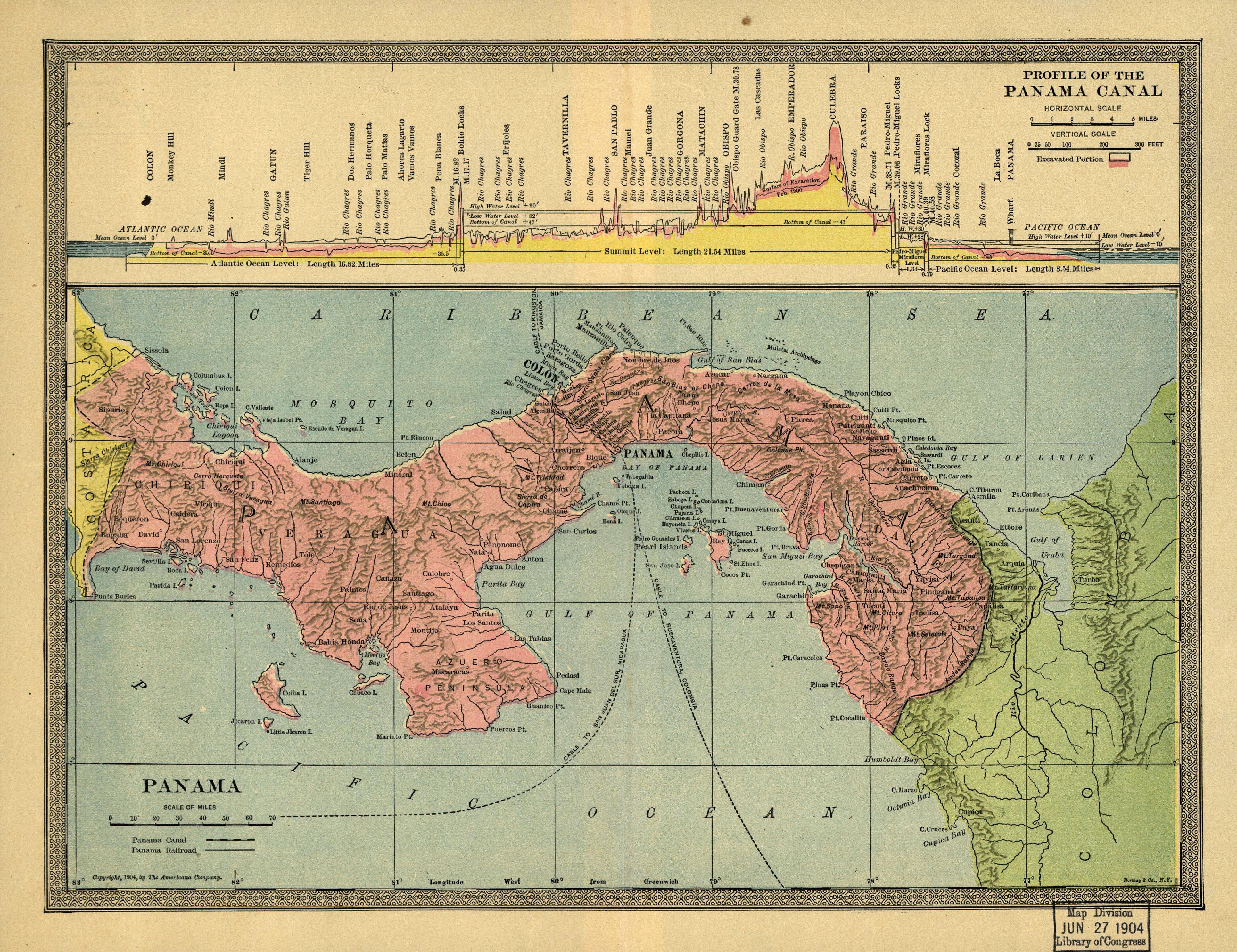
Fronteres de Panamà en 1904

Antigament, com a frontera regional va ser creada inicialment en 1508 després de decret reial, per separar a les governacions colonials de Castella d'Or i Nova Andalusia, usant al riu Atrato com a límit entre ambdues governacions. La frontera internacional es va establir el 3 de novembre de 1903, quan l'ex departament de Panamà es va separar de Colòmbia. Es basa en l'antiga frontera meridional del departament d'Istme i del Nord del Ddepartament de Cauca de la Gran Colòmbia.
El límit actual està regulat pel Tractat Victoria-Vélez, signat a Bogotà el 20 d'agost de 1924 per l'enviat extraordinari i Ministre Plenipotenciari de Panamà i Colòmbia, Nicolás Victoria; i pel Ministre de Relacions Exteriors de Colòmbia, Jorge Vélez. Aquest tractat està inscrit oficialment en el Registre Nº 814 de Tractats de la Societat de Nacions, el 17 d'agost de 1925. La frontera va ser presa sobre la base de la mateixa de la llei colombiana del 9 de juny de 1855. El tractat Liévano-Boyd, signat el 20 de novembre de 1976, delimita la frontera marítima entre ambdós estats.

## Descripció de la frontera
La frontera entre tots dos països consisteix d'un gran arc, còncau cap a la zona panamenya. Aquesta frontera és de tipus mixta, és a dir que usa elements naturals i geomètrics; des del Pacífic fins als Alts d'Aspavé es projecta una línia recta de 28 quilòmetres que corresponen a la frontera geomètrica; i els 238 quilòmetres restants des d'Alts d'Aspavé fins al Mar Carib corresponen a una frontera natural. La frontera va del sud-oest al nord-est entre l'oceà Pacífic i l'oceà Atlàntic, passant primer per una cadena costanera, la Serranía del Baudó, després per una zona pantanoas central, i finalment s'uneix a una altra cadena costanera, la Serranía del Darién.
Està demarcada amb 14 fites: dues d'elles (la primera i la quarta) són de primera classe i les restants, de segona classe. Cada fita està feta de formigó armat, amb forma i grandària diferent segons la seva classe, i cada fita posseeix tres plaques de bronze: una amb l'escut de Panamà i amb la paraula "PANAMÀ"; la segona amb l'escut de Colòmbia i la paraula "COLÒMBIA", i la tercera amb les coordenades geogràfiques de la fita. L'amollonament es va realitzar entre els anys de 1935 i 1938.

## Passatge
Aquesta fronterera situada en un entorn tropical hostil anomenat tap del Darién és molt difícil de creuar. No hi ha cap carretera d'un país a un altre, que és l'únic enllaç perdut a la Carretera Panamericana. Això no va impedir i fins i tot fomentat la instal·lació de diversos grups de la màfia i paramilitars que es beneficien de l'aïllament de la zona per participar en el contraban d'armes i electrodomèstics d'Àsia i el tràfic de cocaïna.

## Seguretat
La zona és coneguda per ser extremadament insegura, per estar ocupada per diversos grups paramilitars i narcotraficants colombians que no dubten a participar en incursions mortals a territori panameny.

## Refugiats
Al voltant de 800 colombians que fugen de la violència del seu país han creuat la frontera des del final del segle xx, no tenen tots la condició de refugiats polítics i són de vegades en una situació jurídica precària.